# Büsingen
Büsingen am Hochrhein is de enige Duitse gemeente die in zijn geheel een exclave vormt en die geheel wordt omsloten door Zwitsers grondgebied. Het is in Zwitserland een enclave en een exclave van Duitsland. De gemeente telt 1.519 inwoners. De gemeente behoort tot het bondsland Baden-Württemberg en daarbinnen tot de Landkreis Konstanz. Büsingen ligt aan de Rijn, enkele kilometers ten oosten van de Zwitserse stad Schaffhausen.
Een andere enclave in Zwitserland is Campione d'Italia, dat een exclave is van Italië.

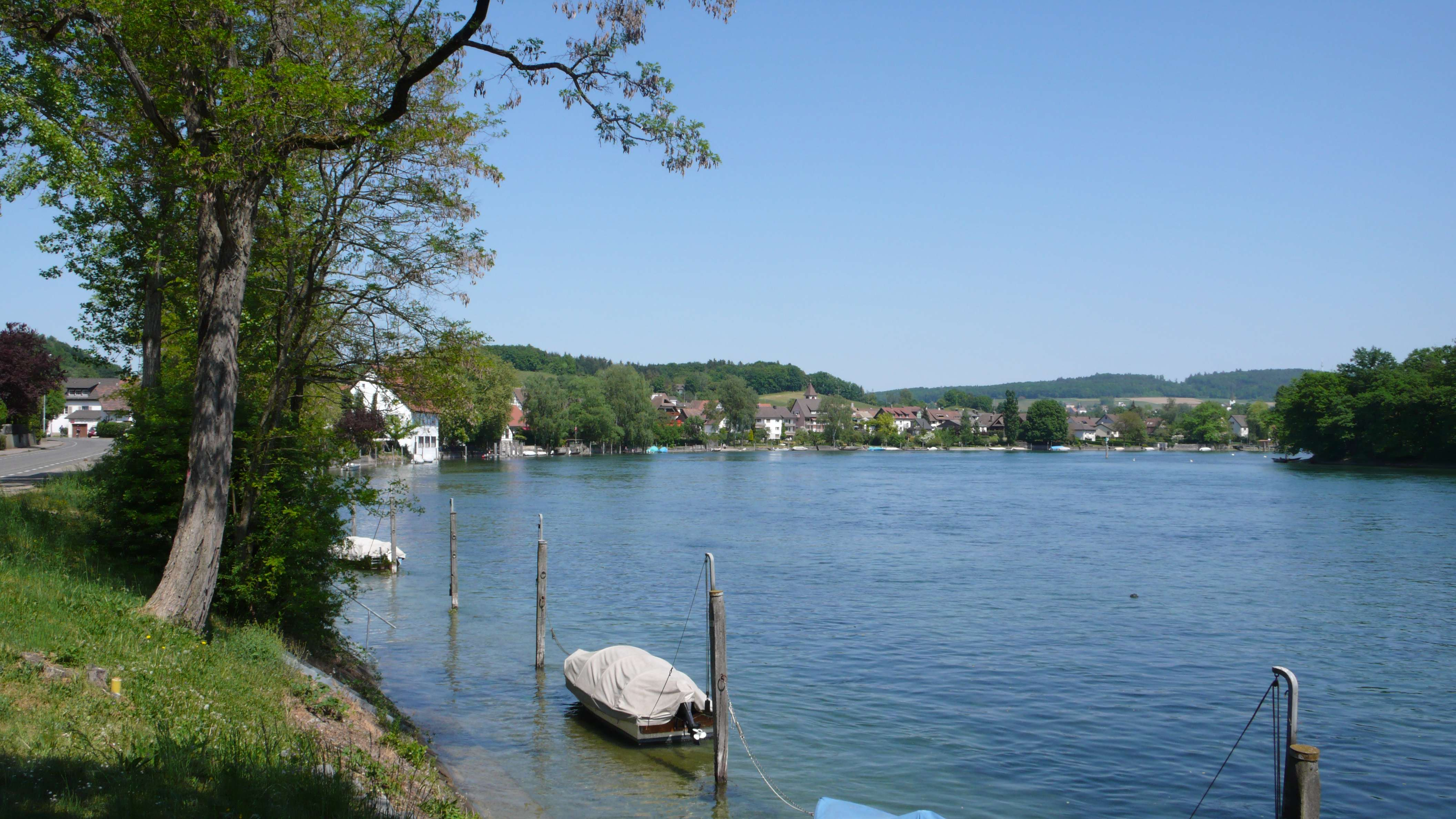
Büsingen am Hochrhein

## Opmerkelijke zaken

### Munt
Hoewel Büsingen Duits is, ligt het binnen de Zwitserse douane-zone. De officiële munteenheid is de euro, maar in de praktijk wordt vooral gebruikgemaakt van de Zwitserse frank. In een vergelijkbare situatie verkeert de Italiaanse enclave Campione d'Italia, die eveneens vrijwel volledig gebruikmaakt van Zwitserse voorzieningen en van de Zwitserse frank.

### Autokentekens
De autokentekens van Büsingen hebben vanaf 1968 om douanetechnische redenen de beginletters BÜS, in plaats van de letters KN van de landkreis Konstanz. De BÜS-kentekenplaten werden ingevoerd om het grensverkeer te vereenvoudigen: alleen auto's met dit kenteken worden bij binnenkomst van Zwitserland op dezelfde wijze behandeld als auto's met een Zwitsers kenteken. In 2008 waren er 606 voertuigen met het kenteken BÜS. Daarmee is BÜS het minstvoorkomende Duitse kenteken.
Van de kentekens met BÜS bestaan twee varianten. De letters BÜS worden ofwel gevolgd door de letter A en enkele cijfers, ofwel door de letter Z en enkele cijfers.
Kentekens met A komen het meest voor. Voertuigen met dit kenteken, die in Duitsland zijn gekocht, betalen normaal wegenbelasting. Voertuigen met het kenteken Z zijn in Zwitserland gekocht en zijn voor 2 jaar belastingvrij gesteld.

### Postadres en telefoonnummer
Zowel Büsingen als Campione d'Italia beschikken over een dubbele postcode (Postleitzahl) en een dubbel telefoonnummer.
De Gemeindeverwaltung Büsingen heeft twee postadressen.
het Zwitserse postadres:
- Junkerstrasse 86
CH-8238 Büsingen
Zwitserland

het Duitse postadres:
- Junkerstraße 86
D-78266 Büsingen
Duitsland

Inwoners van Büsingen kunnen telefonisch bereikt worden via zowel het Duitse als het Zwitserse telefoonnetwerk. Het Duitse telefoonnummer begint met +49 7734, het Zwitserse met +41 52.
Bijzonder weetje: bepaalde transportbedrijven zoals GLS sluiten het Duitse Büsingen uit als bestemming voor pakjes.

## Geschiedenis
Büsingen viel oorspronkelijk onder Habsburgs (Oostenrijks) gezag en vormde lang een twistappel tussen het Huis Habsburg en het Zwitsers Eedgenootschap. In de Vrede van Pressburg werd het ten slotte in 1805 aan Württemberg toegewezen.
Bij een lokaal referendum in 1918 stemde 96% van de Büsingense bevolking voor toetreding tot Zwitserland. Aan deze wens is echter nooit uitvoering gegeven, doordat Zwitserland aan Duitsland geen geschikte ruilobjecten kon aanbieden. 
Tijdens de Tweede Wereldoorlog sloten de Zwitsers de grens voor iedereen behalve voor bewoners die de grens met geldige reden moesten passeren, en sloten daarmee Büsingen af van de rest van Duitsland. Na de Duitse overgave in 1945 gingen opnieuw stemmen op voor annexatie bij Zwitserland, maar dit werd afgewezen omdat dit geen draagvlak had bij de Zwitserse bevolking, en omdat er geen Duitse staat meer bestond waarmee kon worden onderhandeld. Wel werd toegestaan dat de Fransen de exclave bezetten, uit angst dat deze een toevluchtsoord voor nazi´s zou worden.
Een derde poging werd door de Landkreis Konstanz tegengehouden in 1956. De huidige situatie van Büsingen werd formeel bekrachtigd in 1967 door een verdrag tussen Duitsland en Zwitserland. Bij die gelegenheid werd de Duitse enclave Verenahof, die uit slechts drie woningen bestond, onderdeel van Zwitserland. In 1989 riep het gemeentebestuur van Büsingen de inwoners op niet te stemmen voor de eerste verkiezingen van het Europees Parlement, uit vrees voor praktische en logistieke problemen voor de burgers bij hun (handels)contacten met Zwitserland. Ruim 84% van de inwoners stemde in 1989 niet.
Aach · Allensbach · Bodman-Ludwigshafen · Büsingen · Eigeltingen · Engen · Gaienhofen · Gailingen am Hochrhein · Gottmadingen · Hilzingen · Hohenfels · Konstanz · Moos · Mühlhausen-Ehingen · Mühlingen · Öhningen · Orsingen-Nenzingen · Radolfzell am Bodensee · Reichenau · Rielasingen-Worblingen · Singen · Steißlingen · Stockach · Tengen · Volkertshausen